# Glaphyrus viridicollis
Glaphyrus viridicollis là một loài bọ cánh cứng trong họ Glaphyridae. Loài này được Lucas miêu tả khoa học năm 1846.